# Jakobuskirche (Niederbexbach)

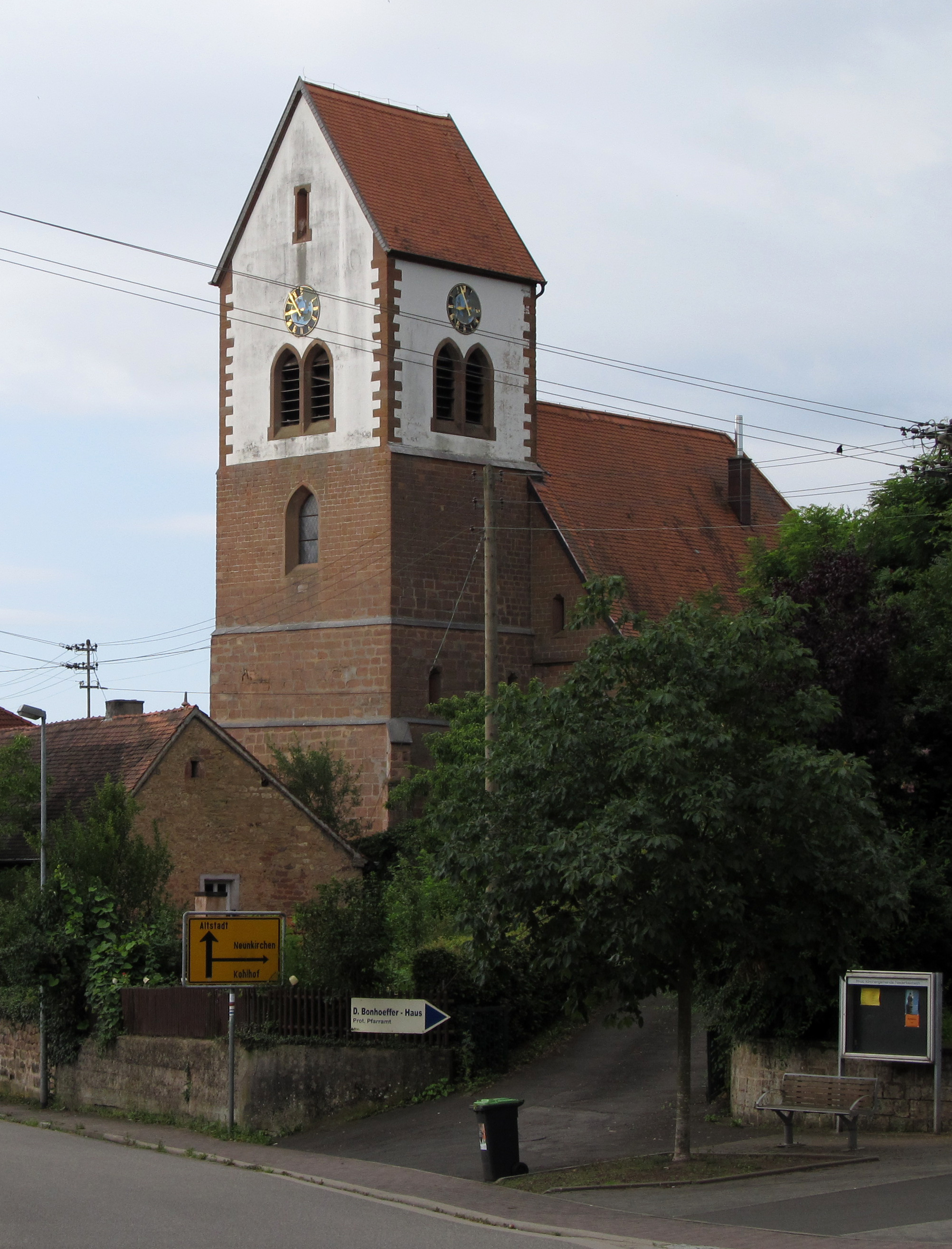
Die protestantische Jakobuskirche in Niederbexbach

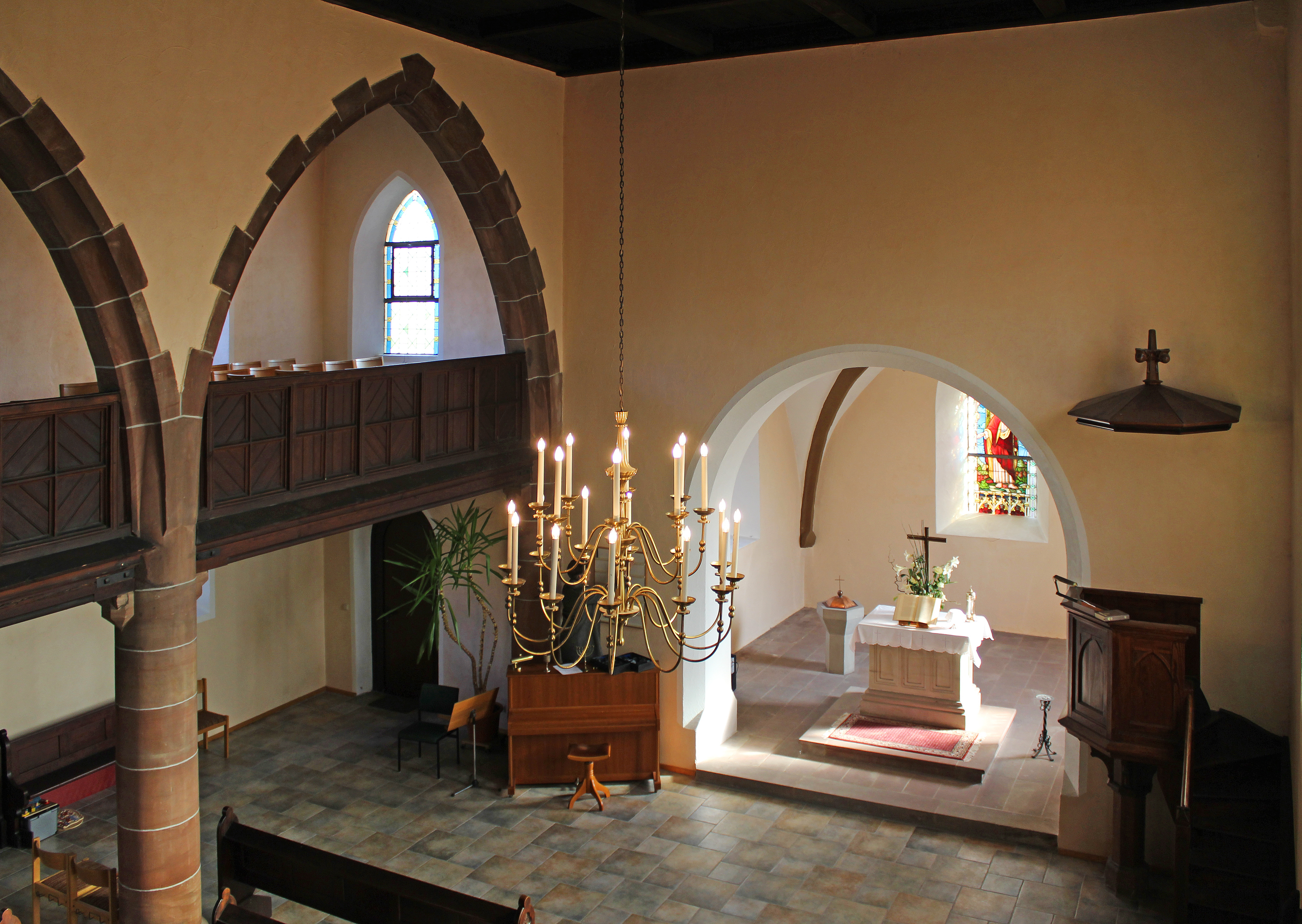
Blick ins Innere der Kirche

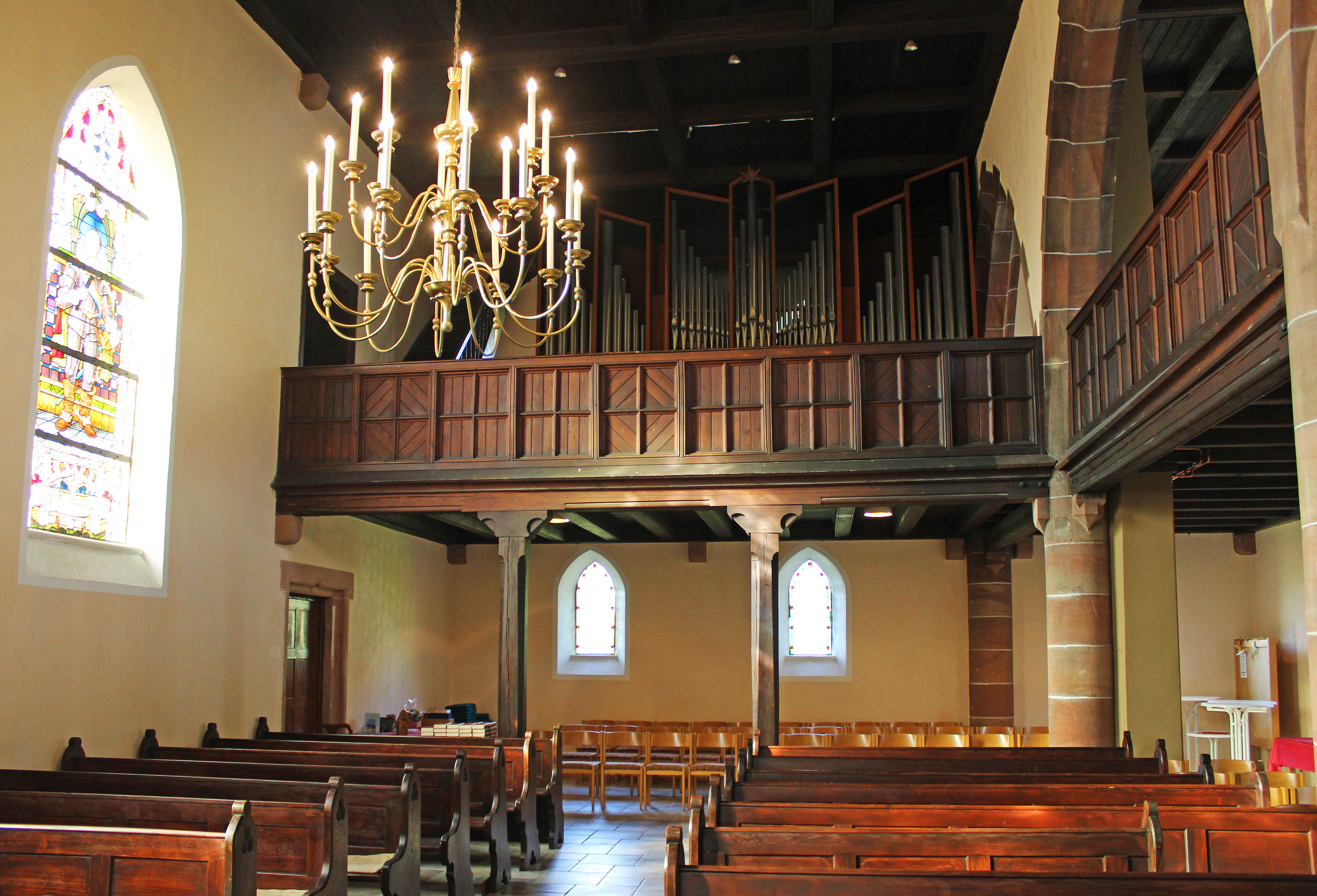
Weitere Ansicht vom Innenraum der Kirche mit Blick zur Orgel

Die Jakobuskirche ist eine protestantische Kirche im saarländischen Niederbexbach, einem Stadtteil von Bexbach im Saarpfalz-Kreis. Zusammen mit dem Bexbacher Stadtteil Kleinottweiler bildet die Kirchengemeinde Niederbexbach-Kleinottweiler das Pfarramt Limbach-Altstadt 2 im Kirchenbezirk (Dekanat) Homburg der Evangelischen Kirche der Pfalz. Die Kirche ist in der Denkmalliste des Saarlandes als Einzeldenkmal aufgeführt.

## Geschichte
Ältester Teil der Kirche ist das Untergeschoss des Turmes aus dem 14. Jahrhundert. Die Anfänge des ursprünglich romanischen Bauwerks reichen aber bis ins 11. Jahrhundert zurück. Hinweise, dass es auf den Trümmern eines gallo-keltischen Heiligtums errichtet wurde, sind bisher nicht wissenschaftlich belegt. Bis zur Einführung der Reformation 1558 im Herzogtum Pfalz-Zweibrücken, zu dem Niederbexbach gehörte, unterstand der Ort mit Kirche und Höfen dem Kloster Wörschweiler. In der Folgezeit wurde sie von beiden Konfessionen genutzt und 1881 den Protestanten zugesprochen. Das heutige Gebäude wurde 1908/09 im neugotischen Stil nach Plänen des Architekten Bezirksbaumeister Johann Caspar Löhmer (Homburg) errichtet. 2003 und 2017/18 wurden Restaurierungsarbeiten an der Kirche durchgeführt.
Das Gotteshaus liegt an den offiziellen Wegen der Jakobspilger in Deutschland, veranschaulicht durch die Einmauerung einer Jakobsmuschel in das Pflaster vor dem Kirchenaufgang.

## Ausstattung
Zur Ausstattung der Kirche gehören zwei große Bildfenster von J. Roeder (Kaiserslautern) in der Südwand. Im Chor nach Osten befindet sich ein Glasfenster, das ca. 1850 gefertigt wurde und den segnenden Christus zeigt.

## Orgel
Die Orgel wurde 1965 von der Firma Oberlinger (Windesheim) gebaut. Das auf einer Empore stehende Schleifladen-Instrument verfügt über 19 Register, verteilt auf zwei Manuale und Pedal; die Spiel- und Registertraktur ist mechanisch. Die Disposition lautet wie folgt:.
| I Hauptwerk C–g3 |              |    |
| 1.               | Principal    | 8′ |
| 2.               | Rohrflöte    | 8′ |
| 3.               | Oktave       | 4′ |
| 4.               | Kleingedackt | 4′ |
| 5.               | Superoktave  | 2′ |
| 6.               | Mixtur VI    |    |
| 7.               | Trompete     | 8′ |
|                  | Cymbelstern  |    |

| II Positiv C–g3 |                |       |
| 8.              | Gedackt        | 8′    |
| 9.              | Salicional     | 8′    |
| 10.             | Koppelflöte    | 4′    |
| 11.             | Principal      | 2′    |
| 12.             | Quinte         | 1 ⁄3′ |
| 13.             | Sesquialter II |       |
| 14.             | Scharff IV     |       |
|                 | Tremulant      |       |

| Pedal C–d1 |           |     |
| 15.        | Subbaß    | 16′ |
| 16.        | Oktavbaß  | 8′  |
| 17.        | Principal | 4′  |
| 18.        | Mixtur V  |     |
| 19.        | Posaune   | 16′ |

- Koppeln: II/I, I/P, II/P

## Glocken
Das Geläut besteht aus fünf 1959 von der Firma Paccard (Annecy) gegossenen Bronzeglocken (Disposition: e'-a'-h'-cis"-e").